# آوازهای سرزمین خورشید
 آوازهای سرزمین خورشید نام یک آلبوم موسیقی اثر محمد نوری، هنرمند ایرانی است که در سبک پاپ تهیه شده و دارای ۱۰ آهنگ است. بیشتر ترانه‌های این آلبوم محلی بوده و آهنگ قطعه‌ی «لالایی» از ناصر حسینی است. تنظیم و اجرای کل آلبوم توسط فریبرز لاچینی انجام گرفته است. این آلبوم در زمستان ۱۳۷۰ توسط کانون فرهنگی‌هنری نی‌داوود منتشر شد. 

## فهرست آهنگ‌ها
| ردیف | آهنگ        |
| ۱    | چوپان       |
| ۲    | تو بیو      |
| ۳    | گیلان جان   |
| ۴    | دیار خوب من |
| ۵    | مارال       |
| ۶    | لالایی      |
| ۷    | ای وطن      |
| ۸    | بخفته دل    |
| ۹    | نشو نشو     |
| ۱۰   | شالیزار     |